# Golub fazanaš
Golub fazanaš (lat. Otidiphaps nobilis) je vrsta ptice iz reda golupčarki, jedina vrsta u monotipičnom  rodu Otidiphaps. Živi u kišnim šumama Nove Gvineje i susjednim otocima.

## Vanjske poveznice
|  | Zajednički poslužitelj ima stranicu o temi Otidiphaps nobilis    |
|  | Zajednički poslužitelj ima još gradiva o temi Otidiphaps nobilis |
|  | Wikivrste imaju podatke o taksonu Otidiphaps nobilis             |